# Impatiens santisukii
Impatiens santisukii är en balsaminväxtart som beskrevs av Tatemi Shimizu. Impatiens santisukii ingår i släktet balsaminer, och familjen balsaminväxter. Inga underarter finns listade i Catalogue of Life.